# ドナウシュタット

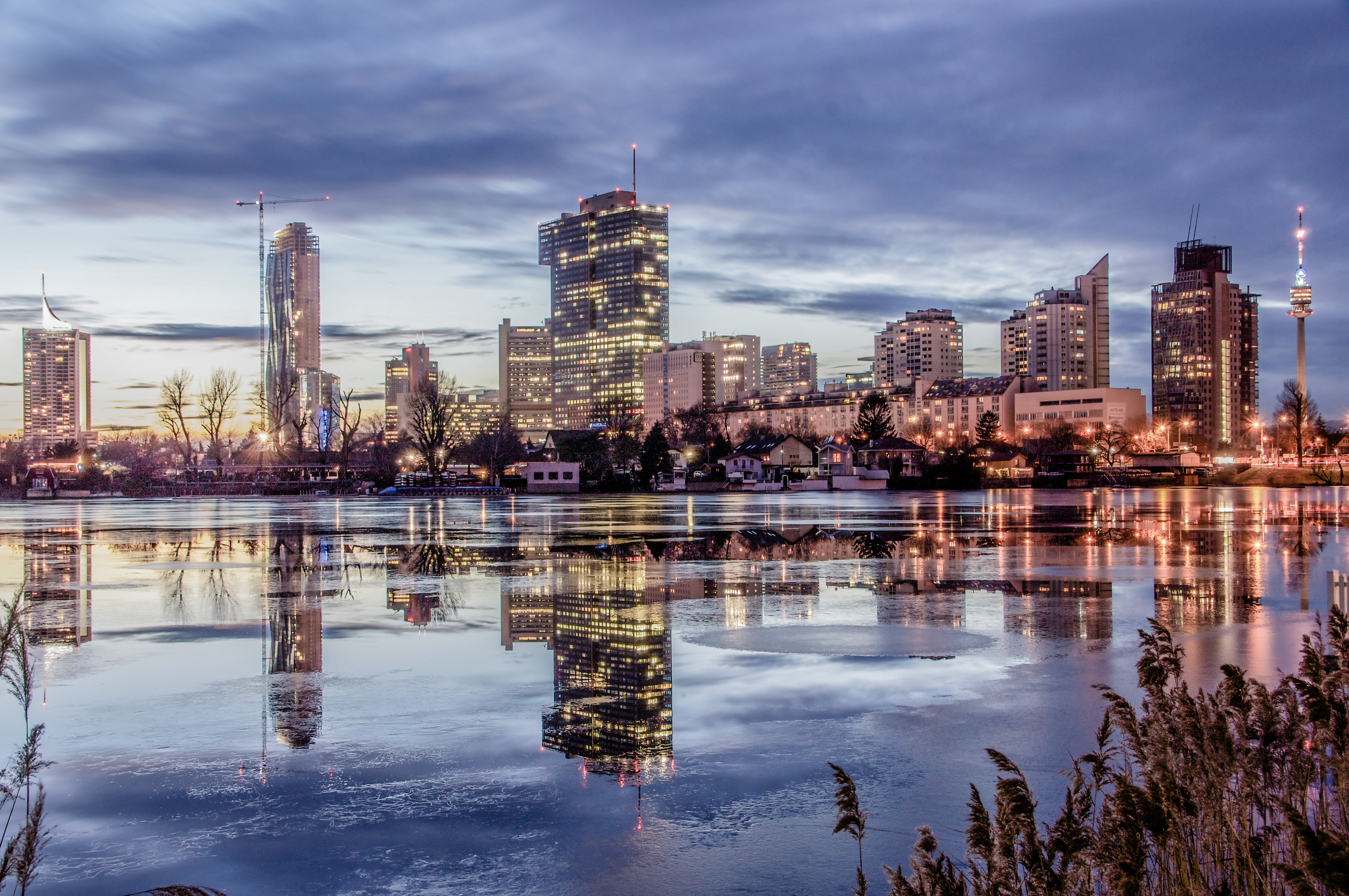
アルテ・ドナウから見たドナウシュタット

ドナウシュタット (Donaustadt [ˈdoːnaʊ̯ˌʃtat] ( 音声ファイル)) は、ウィーンの第22区である。ウィーンの東部に位置し、1954年に現在の姿になった。面積は 10,234 km² でウィーンの行政区の中で最も広く、ウィーン市域の24.6 %に当たる。また人口は第10区のファヴォリーテンに次いで第2位である。ドナウシュタットの面積はウィーン市域の面積のほぼ4分の1にあたり、その土地の利用用途は変化に富んでいる。トラブレングリュンデンには郊外型の住宅地が広がっており、ドナウシティには国連施設や企業の事務所が集中している。またゼーシュタット・アスペルンはヨーロッパ有数の都市計画とされている。そしてアルテ・ドナウやローバウには保養地や自然保護地域があり、マルヒフェルトでは農業用地が広がっている。

## 地理
1870年から1875年にかけて行われたドナウ川改修によって、現在の地域は急激に変化した。マルヒフェルトには元々ドナウ川の無数の支流が流れていたが、現在では堆積物を残すだけである。現在も残る古い支流は保養地や自然保護地域となっている。この改修によっては洪水の危険は完全には解決しなかったため、1972年から1987年にかけてドナウ川に並行して新ドナウ川（ノイエ・ドナウ）と呼ばれる補助水路と中洲のドナウインゼル（ドナウ島）が築かれた。
ドナウシュタットの西部の境界の大部分はドナウ川の左岸となっている。ドナウインゼル南部、新旧ドナウ川とローバウはドナウシュタットの一部となっている。
東部と北部はマルヒフェルトの一部である。この地域はドナウシュタットの緑地の約59 %にあたり、ウィーンの緑地の30 %はドナウシュタットにある。
ドナウシュタットの最高点はラウテンヴェーク最終処分場で海抜205 mである。

## 隣接する行政区と地域

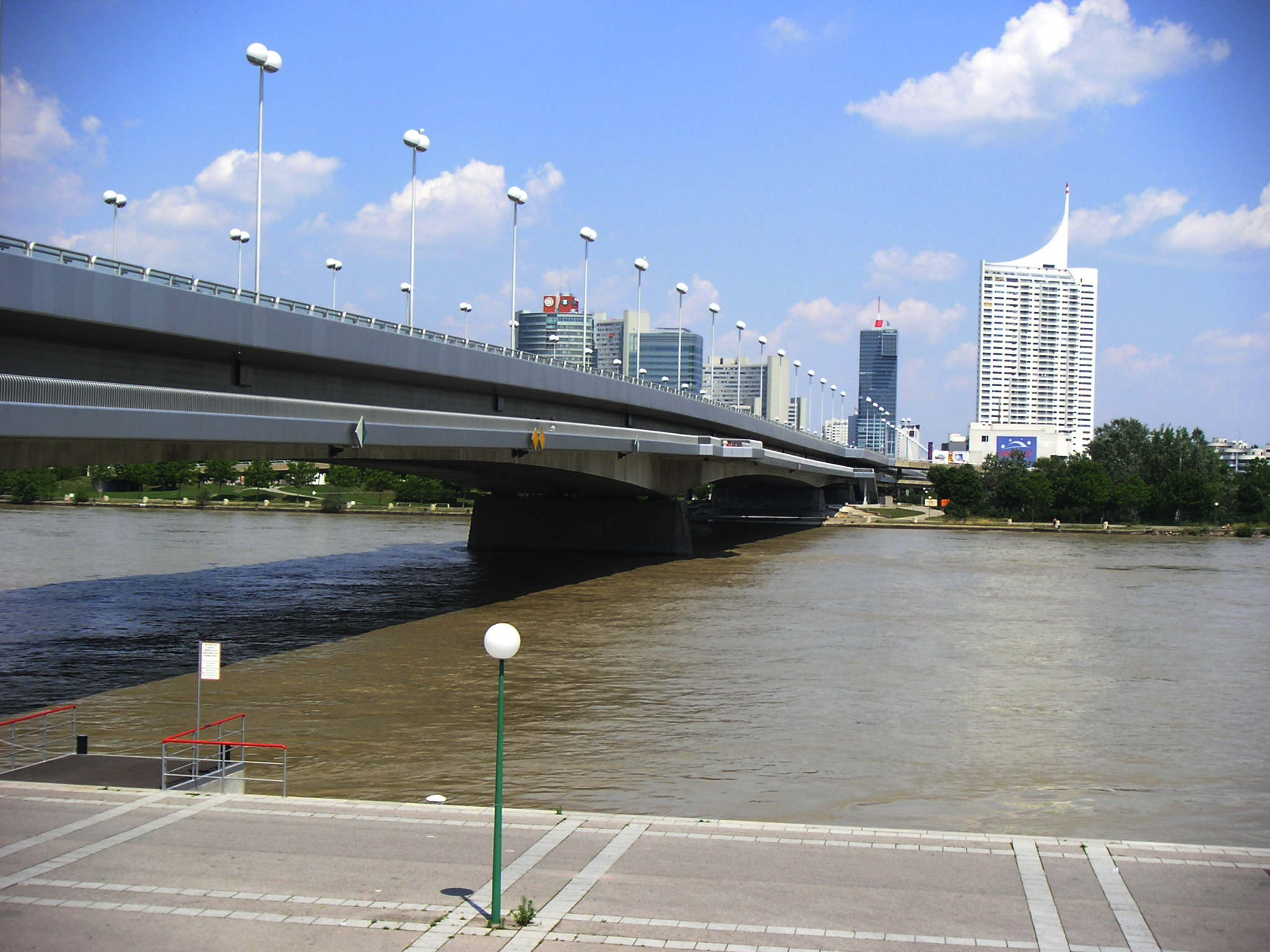
ライヒスブリュッケ（帝国橋）：レオポルトシュタットとウィーン中心街からドナウシュタットをつなぐ主要な橋

西部および南西部で2区レオポルトシュタットと11区ジマリング、ニーダーエスターライヒ州シュヴェヒャートと接している。
ドナウ川の北側が東部および北部の境界線である。その大部分は農業用地として利用されている。また東部と北部における近隣地域はグロース＝エンツァースドルフとマルフフェルト地域のラースドルフ、アーデルクラー、ドイチュ＝ヴァグラム、そしてゲラスドルフ・バイ・ウィーンである。
北西部では21区フローリツドルフと接している。

## 構成地域

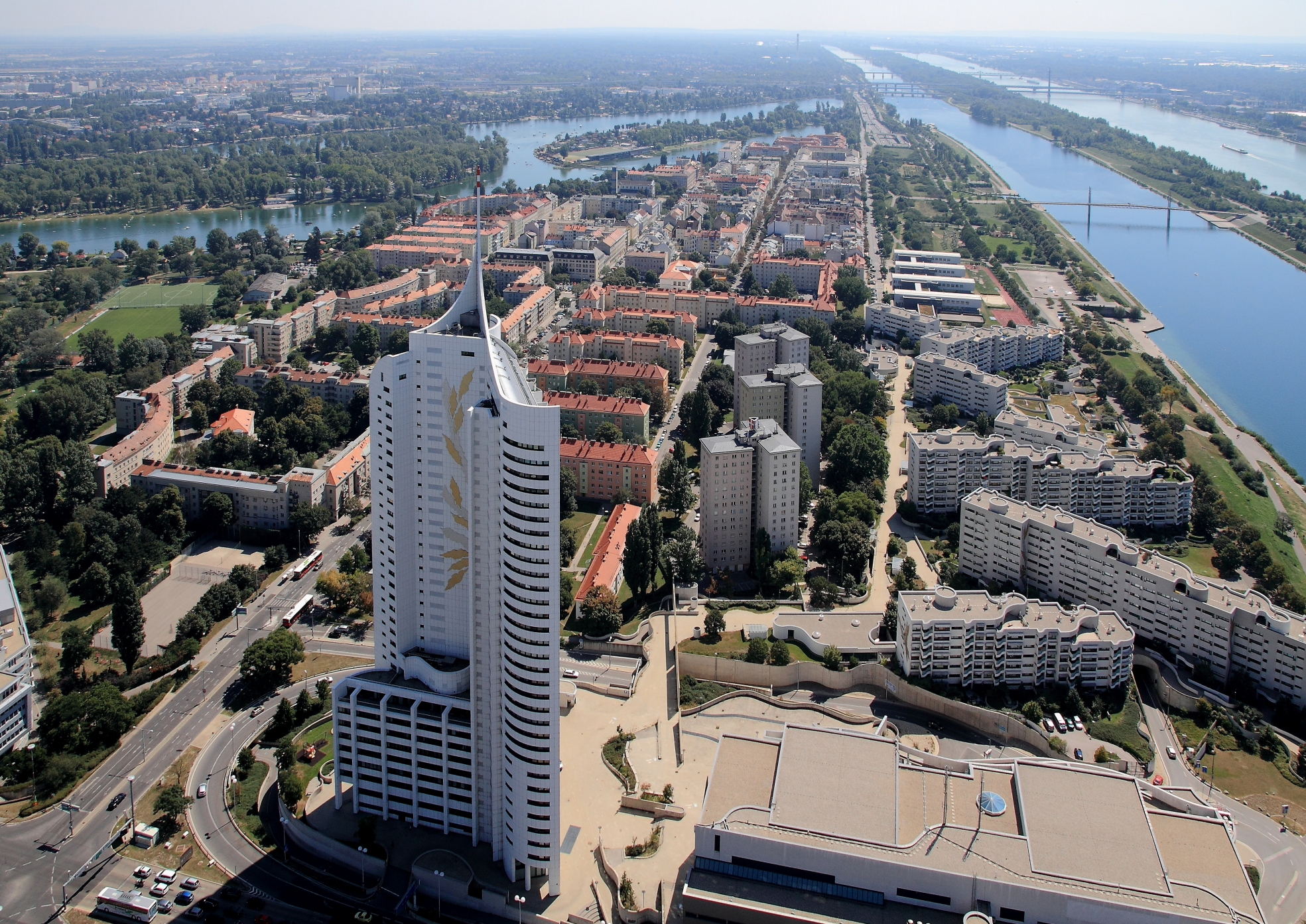
DCタワーから見たカイザーミューレン

ドナウシュタットは1954年に現在の区域になった。
- カイザーミューレン（1850年 - 1938年：2区、1938年 - 1954年：21区）
- カグラン（1904年 - 1954年：21区）
- シュタトラウ、ヒルシュシュテッテン、アスペルン（1904年 - 1938年：22区、1938年 - 1954年：22区グロース＝エンツァースドルフ）
- ローバウ（1904年 - 1938年：21区、1938年：22区）
- ブライテンレー、エスリング、ジューセンブルン（1938年：グロース＝エンツァースドルフを合併）

## 土地利用
ドナウシュタットの25.0 %が開発された地域にあたる。この比率はウィーンの行政区の中で2番目に低く、ウィーン全土の33.32 %も下回っている。開発された地域のうち57.4 %が住宅地として、28.4 %が商工業用地に利用されている。文化・宗教・スポーツ・公共の施設の割合は6.0 %である。緑地は、計58.4 %を占める。その緑地のうちほぼ51.9 %は農業用地であり、10区フォヴォリーテンと21区フローリツドルフに次ぐ。残りの緑地の大部分は25.71%が森林（ローバウ）、そして13.45 %が草地である。ドナウシュタットの8.60 %を占める河川あるいは湖、池などは重要である。また、道路用地は8.02 %でありウィーン行政区の中で2番目に低い。

## 名前の由来
ドナウシュタットという名称は19世紀末、1870年代のドナウ川改修工事によって建設地域として利用できるようになった第2区を指す言葉として登場した。フォイアーヴェルクスメースの一部（現在のシュトゥーヴェルフィアテル）と、アウスシュテルング通り、ラサーレ通りとドナウ川との間、あるいは北駅とドナウ川との間は新しい市域として計画され、20世紀初頭までに完成した。ドナウシュタットという名前はあまり住民の間に浸透しておらず、その代わりに個々の地区の名前が使われていたが、1954年、ドナウシュタットは正式に22区を指す名前として選ばれた。「ドナウシュタット」という名は今日もなお、2区レオポルトシュタットにあるアッシジの聖フランチェスコ教会でドナウシュタット教区として使われているほか、古い新聞や古い地図で見つけることができる。

### 1904年以前
今日ドナウシュタットとされている地域における歴史的な出来事は、カール大公とナポレオン・ボナパルトとの間で1809年に行われた、アスペルン・エスリンクの戦いである。この戦いはナポレオンが直接指揮する軍隊が敗北した数少ない戦いの一つである。「アスペルンの獅子像」が戦いを記念して建てられた。
1785年から1821年にかけてウィーンで出版され人気を博した『レオポルトラウからカグランの親愛なる従兄弟に宛てたウィーン市についての手紙』という新聞のタイトルの中にドナウシュタットの構成地域である「カグラン」という文言が使われている。この新聞は、「レオポルトラウの田舎者」が方言を使って、隣接するカグランに地元の出来事についてコメントしたり、当時のウィーンの姿について風刺する体裁をとっている。
カイザーミューレンはウィーンに合併された最初の地域である。ドナウ川改修工事の前、ドナウ川の主流の南部にあったカイザーミューレンは1850年に2区レオポルトラウへ合併され、ドナウ川改修工事の後1938年まで2区の一部だった。「カイザーミューレン」の「ミューレン」とはもともと水車小屋を意味するが、「カイザーミューレン」という地名は、ドナウ川改修工事の前に数多くこの地域にあった水車小屋の面影を残している。
ウィーン周辺のドナウ川の定期的な氾濫によって、ドナウ川沿岸地域の経済的な発展と開発は遅れていた。だが、1870年から1875年にかけて、ドナウ川改修工事が行われ、その問題は解決された。現在のドナウシュタットの区域の大半はドナウ川のかつての流路だった場所が改修工事によって整備された地域にあたる。

### 1904年、21区
1904年、ウィーン市長のカール・ルエーガーはドナウ川右岸にだけ広がっていたウィーンの市域をドナウ川左岸にまで広げることに成功した。フローリツドルフ、イェドレゼー、グロースイェドラースドルフ、ドナウフェルト、レオポルトラウ、カグラン、ヒルシュシュテッテン、シュタトラウ、アスペルン、ローバウ湿地帯が法的に合併された。そして1910年にはシュトレーバースドルフも合併された。これにより、現在の22区の3分の2がウィーン21区となった。
1919年から1934年にかけての「赤いウィーン」と呼ばれるウィーンの社会主義時代には、積極的な建設政策がとられた。カイザーミューレンのゲーテホーフ、カグランのフライホーフジートルングなどの共同住宅が建設された。そしてアルテ・ドナウの岸辺には河水浴場が作られた。

### 1938年、22区グロース＝エンツァースドルフ
ナチス政権下の「大ウィーン」時代には、ウィーンの新しい区分けがなされた。1938年10月15日に新設された22区グロース＝エンツァースドルフは東部支線の北側に沿って分離された。その結果、カグランは21区に残されたままにされたものの、シュタットラウ、ヒルシュテッテン、アスペルンとローバウが22区になった。また、カイザーミューレンが2区から21区へと改編された。

### 1945年、ソ連占領地域
第二次世界大戦の後、ドナウシュタットは1945年4月中旬から1955年の秋までソ連軍（ウィーンではロシア人と呼ぶ）によって軍政が敷かれた。それに伴い、米ソ英仏の4か国からなる連合国の合意に基づいて、ウィーンは4つの区域に分割された。この合意は1937年時点のウィーンの領域を基にしてなされたため、1938年に新設された22区はソ連の占領地域であるニーダーエスターライヒ州として見なされた。

### 1946年・1954年、22区ドナウシュタット
ウィーンやニーダーエスターライヒ州の政治家たちは1938年に合併された22区をウィーンへと再統合させることで意見が一致していた。1938年にウィーンに合併された15個のマルシュフェルト地区のうち、ジューセンブルン、ブライテンレー、そしてエスリングだけがウィーンに残されていた。ウィーン（州議会1946年6月29日決議）、ニーダーエスターライヒ州、そしてオーストリア連邦共和国政府はウィーン市域改編法を決議したが、駐墺ソ連軍の異議に基づいて、連合国軍委員会でウィーン市域改編法の施行は保留とされた。
1954年になってようやくソ連代表が市域の改編について同意したことによって、ウィーン市域改編法は1954年7月2日施行された。これによって、ウィーン市は再び現在のドナウシュタットと呼ばれる地域を再編入し、グロース＝エンツァースドルフは再びニーダーエスターライヒ州に属する独立した自治体となった。21区フローリツドルフとの境界線はヴァークグラマー通りとその北側に移され、カグランとカイザーミューレンは22区に編入された。